# 大坡镇 (榆树市)
大坡镇，是中华人民共和国吉林省长春市榆树市下辖的一个乡镇级行政单位。

## 行政区划
大坡镇下辖以下地区：
大坡街道社区、两家村、西许村、城南村、后岗村、南坊村、西山村、耿家村和大坡村。